# Kocham, czekam. Lena
Kocham, czekam. Lena (org. Люблю. Жду. Лена) – melodramat radziecki z 1983 roku w reżyserii Siergieja Nikonienki, na motywach noweli Władimira Dietkowa „Trzy słowa”.

## Obsada
- Aleksandr Nowikow jako Krutow
- Olga Bitiukowa jako Olga
- Siergiej Nikonienko jako Stiepanycz
- Jekatierina Woronina jako Lena
- Juliana Bugajewa jako Łarisa Anatoliewna, matka Olgi
- Fiodor Walikow jako Chariton Siemionowicz
- Lew Prygunow jako Walerij Arkadiewicz
- Zinaida Kirienko jako Nastasja Mierkułowna